# Naomi Wildman
„Naomi Wildman” este un personaj secundar din serialul TV Star Trek Voyager din franciza Star Trek. Este interpretat de Scarlett Pomers.
Este fiica pe jumătate umană și pe jumătate ktariană a Samanthei Wildman, primul copil născut la bordul navei USS Voyager după sosirea în cvadrantul Delta. Ea este fina lui Neelix și leagă o relație de prietenie cu Seven of Nine.